# Zadok the Priest
| Zadok the Priest                                                     |
|                                                                      |
| Interpretat pel St Matthew's Choir, 2013; Damien Giromella, director |
|                                                                      |

Zadok the Priest (HWV 259) (en català:El sacerdot Sadoc) és un dels Coronation Anthems (himnes de la coronació) compostos per Georg Friedrich Händel a partir de la Bíblia del rei Jacob. Es tracta d'una de les quatre peces que Händel va compondre amb motiu de la coronació de Jordi II de la Gran Bretanya el 1727, i s'ha fet servir en cada una de les coronacions següents del reis de la Gran Bretanya. Normalment s'interpreta en el moment de l'anunci del nou sobirà.

## Text
Per bé que aquests textos ja formaven part de les cerimònies de coronació britàniques, els textos van ser triats directament per Händel, cosa que va provocar les ires del clergat present. Sembla que el compositor va aprofitar-se de materials que ja s'havien fet servir en la coronació de Jaume II el 1685. El text deriva de la recitació sagrada que fa Salomó d'Israel i no és directe, sinó que és parafrasejat.

### Text complet
Extret del Primer dels Reis 1:38–40
| Zadok the Priest and Nathan the Prophet anointed Solomon King. And all the people rejoic'd, and said: God save the King, long live the King, may the King live for ever! Amen Hallelujah! | Zadoc el sacerdot i Nathan el profeta van ungir Salomó per fer-lo rei. I tot el poble se'n va alegrar i va dir: Déu salvi el Rei, llarga vida al Rei, que el Rei visqui per tota l'eternitat! Amen Al·leluia! |

## Estructura musical
Zadok the Priest és un escrit per a cor (SS-AA-T-BB) i orquestra (2 oboès, 2 fagots, 3 trompetes, timbals, cordes, i baix continu). Durant la introducció orquestral, la tensió es produeix per l'associació de corxeres i de dobles corxeres. Quan el cor comença la primera frase, el drama se suggereix gràcies al cant del cor sobre notes més llargues, negres i blanques.
La segona frase And all the people rejoic'd and said és una dansa imitativa en un ritme 3/4, sobre la qual el cor canta a una sola veu i les cordes toquen un ritme sacsejat.
El final God save the King, etc. és un retorn al temps comú (4/4). La secció God Save the King es canta a una sola veu, tallada pels Amens sobre llargues sèries de dobles corxeres, represees per cada una de les 6 veus (SAATBB), les altres veus les acompanyen sobre corxeres. El cor acaba amb una cadència de largo barroc sobre l'Alleluia.

## Usos
- L'himne de la Lliga de Campions de la UEFA que sona a la introducció dels partits, es va inspirar en aquesta composició.

- Mary Elizabeth Donaldson va fer servir aquesta peça per pujar cap al cor de la catedral de Copenhague durant el casament amb el príncep Frederic de Dinamarca, el 14 de maig de 2004.

- Al film La follia del rei George es fa servir la peça de manera irònica.

- S'usa també en la pel·lícula Mary and Max, quan Max guanya la loteria.